# Challenger WTA de Hong Kong 2024
El Hong Kong 125 Open 2024 fue un torneo de tenis profesional jugado en canchas duras al aire libre. Se trató de la 1ª edición del torneo y formó parte de los Torneos WTA 125s en 2024. Se llevó a cabo en Hong Kong, China, entre el 30 de septiembre al 6 de octubre de 2024.

## Cabezas de serie

### Individuales
| Tenista           | Ranking | Preclasificada |
| Emma Navarro      | 8       | 1              |
| Clara Burel       | 56      | 2              |
| Katie Volynets    | 60      | 3              |
| Varvara Gracheva  | 62      | 4              |
| McCartney Kessler | 65      | 5              |
| Clara Tauson      | 72      | 6              |
| Anna Blinkova     | 78      | 7              |
| Anna Bondár       | 90      | 8              |

- Ranking del 23 de septiembre de 2024.

### Dobles
| Tenista                      | Ranking | Preclasificada |
| Ulrikke Eikeri Wu Fang-hsien | 88      | 1              |
| Shuko Aoyama Eri Hozumi      | 94      | 2              |

## Campeonas

### Individuales femeninos
Ajla Tomljanović venció a  Clara Tauson por 4–6, 6–4, 6–4

### Dobles femenino
Monica Niculescu /  Elena-Gabriela Ruse vencieron a  Nao Hibino /  Makoto Ninomiya por 6–3, 5–7, [10–5]